# Yang Yuanqing

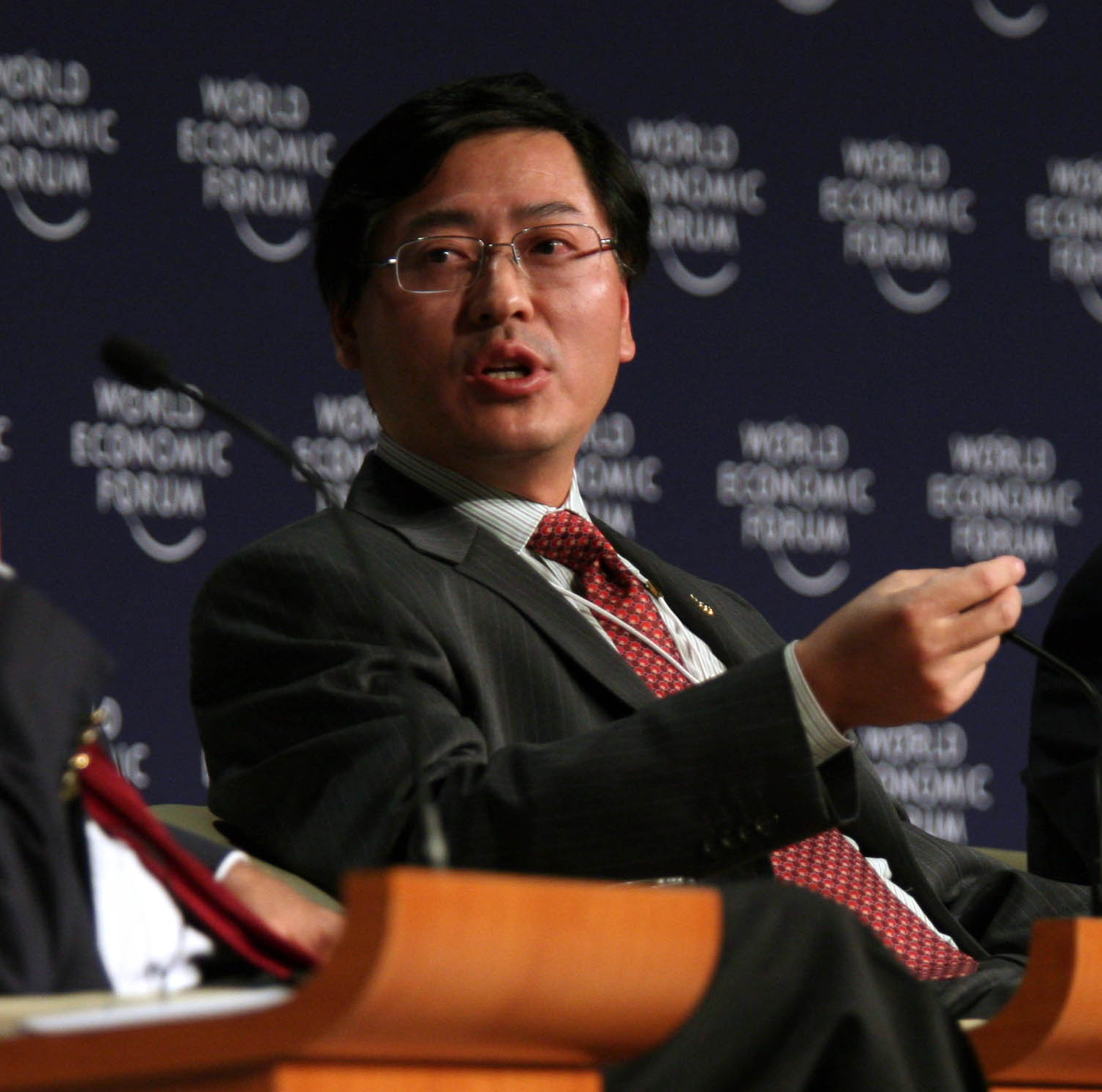
Yuanqing em 2008

Yang Yuanqing (12 de novembro de 1964) é o executivo chefe da Lenovo. Filho de pais pobres, trabalha desde sua infância. Ingressou na Lenovo em 1988 e assumiu sua  presidência em 2005.